# Frederick Delius
Frederick (Fritz) Theodor Albert Delius (Bradford, 29 januari 1862 – Grez-sur-Loing, 10 juni 1934) was een Engels componist, pianist en violist.

## Biografie
Delius' ouders waren Duitse immigranten; zijn vader was een succesvolle zakenman in de wolindustrie en had een citrusplantage in Florida. Delius begon op jonge leeftijd piano te spelen, als autodidact. Later kreeg hij van zijn vader ook toestemming om vioolles te volgen. Deze benadrukte wel het feit dat muziek enkel geschikt was voor ontspanning en plezier en dat er geen geld mee viel te verdienen. Zijn ouders hebben dan ook nooit één noot van hun begaafde zoon willen horen. Er werd van Delius verwacht dat hij in zijn vaders voetsporen zou treden, een verwachting die hij tot op zekere hoogte invulde, aangezien hij in het familiebedrijf ging werken. Toch ambieerde hij een carrière in de muziek. Hij moest de firma vertegenwoordigen in het buitenland, maar was op zijn reizen meestal te veel afgeleid door andere dingen. De uitstapjes die hem het meest bijbleven, waren die naar Scandinavië, vanwege de natuur en die naar Duitsland, vanwege de opera’s van Wagner die hij er bijwoonde.
Toen Delius 22 werd, besloot hij dat hij niet geschikt was voor de wolindustrie en nam hij de boot naar Florida om er sinaasappels te cultiveren. Daar aangekomen werden de sinaasappels al snel vergeten en zorgde hij er vooral voor dat hij kon musiceren. Ook volgde hij lessen muziektheorie bij een plaatselijke organist. Na anderhalf jaar verhuisde hij naar Virginia, waar hij zelf muziekles gaf, vooral aan de kinderen van de eigenaren van de tabaksplantages. Tijdens zijn verblijf in de VS leerde hij de muziek van de zwarte Amerikaanse bevolking kennen, die een van de invloeden op zijn latere werk zou zijn.
Delius was vastbesloten zijn leven aan muziek te wijden en spaarde om terug naar Europa te reizen en in Leipzig aan het conservatorium te studeren. Hij kwam in 1886 in Leipzig aan, op dat moment het muzikale centrum van Europa, met de Thomasschule, het Gewandhaus (waar Mendelssohn, Brahms, Wagner en Tsjaikovski frequent hun eigen werk dirigeerden), de muziekuitgeverij Breitkopf & Härtel en het Königliches Konservatorium der Musik zu Leipzig zelf. Aan het conservatorium maakte hij kennis met Grieg en Sinding. Na zijn opleiding trok hij naar Parijs, waar hij van het schrijven van liederen en kleine instrumentale stukken overstapte naar het schrijven voor orkest. In Parijs componeerde hij ook drie opera’s, Irmelin (1890-2) , The Magic Fountain (1894-5) en Koanga (1895-7). Uit diezelfde periode stammen het symfonisch gedicht Life’s Dance en de nocturne voor orkest Paris. De stijl van deze werken is nogal eclectisch, beïnvloed door Engelse, Scandinavische en Franse literatuur, landschappen en gezangen van de plantagearbeiders in Florida. In totaal schreef Delius zes opera's. Het genre lag hem niet. Zijn opera's zijn weinig scenisch en reëel en missen dramatische actie.
Zijn vrienden in Parijs waren schrijvers en beeldende kunstenaars: August Strindberg, Paul Gauguin, Guy de Maupassant, Paul Verlaine en Émile Zola. Hij had weinig tot geen contact met andere componisten in Parijs zoals Gabriel Fauré, Charles Gounod, Jules Massenet of Claude Debussy. Gedurende zijn verblijf in Parijs werd zijn werk weinig uitgevoerd. Hij werd onderhouden door zijn vader, die hem regelmatig geld opstuurde.
Na 1901 begon Delius’ productiefste periode. Hij schreef nog een opera A Village Romeo & Juliet, een werk voor koor, orkest en bariton, Appalachia (waarin hij impressies van de Verenigde Staten verwerkte), A Mass of Life (een mis op teksten uit Also sprach Zarathustra van Friedrich Nietzsche) en andere orkestwerken zoals Brigg Fair, Dance Rapsody en Songs of Sunset. In 1903 trouwde hij met de Duitse schilderes Helena Sophie Emilie Rosen (1868-1935), bekend als Jelka Rosen, die hij in Parijs had leren kennen. Ze vestigden zich in haar huis in Grez-sur-Loing. Dankzij de erfenis van haar familie, die uit Sleeswijk-Holstein afkomstig was, hadden ze financiële zekerheid. Haar literaire belangstelling was groot en door haar talenkennis kon ze veel teksten aandragen voor zijn vocale muziek. Ook ontwierp ze de decors voor de opvoering van A Village Romeo & Juliet door Thomas Beecham in 1920.

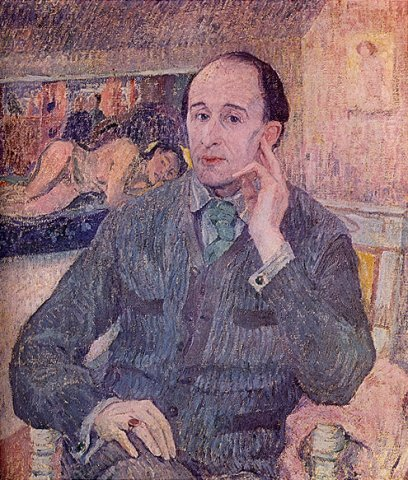
Frederick Delius, olieverf op doek, 1912, geschilderd door zijn vrouw Jelka Rosen

Vanaf 1914 begon een slechte tijd voor Delius toen het Verenigd Koninkrijk aan Duitsland de oorlog verklaarde. Zijn werken werden in Duitsland, waar veel van zijn werken hun eerste uitvoering kregen, niet meer gespeeld en zo verloor hij een groot deel van zijn inkomsten. Hij besloot naar Engeland te emigreren en brak ook met zijn traditie om geen werken in klassieke vormen te schrijven. Uit die tijd stammen een vioolsonate, een strijkkwartet, het vioolconcert, het celloconcert en het dubbelconcert voor viool en cello.
Vanaf 1921 kreeg Delius ernstige gezondheidsproblemen door syfilis, die hij in Parijs zou hebben opgedaan en in 1922 openbaarden zich de eerste tekenen van zijn laatste ziekte, de ziekte van Parkinson, die hem in 1926 geheel blind en vrijwel geheel verlamd maakte.
Jelka gaf haar werk op en wijdde zich volledig aan zijn verzorging. Rond deze tijd had Delius contact met Bartók en Kodaly die bewonderaars van hem waren vanwege zijn gebruik van het koor (de menselijke stem) als coloristisch effect in het orkest. Ze vroegen hem zijn naam onder hun partituren te zetten die in de Verenigde Staten uitgegeven werden, omdat de naam van een Hongaarse componist daar toen geen auteursrechtelijke betekenis had. Delius zette zijn naam eronder als 'revisor'.
Toen Jelka ook ernstig ziek werd, kwam Eric Fenby te hulp als assistent. Delius dicteerde hem zijn laatste werken, want hij kon zelf niet meer schrijven. Tot deze werken behoren onder andere Songs of Farewell voor dubbelkoor en orkest, Caprice and Elegy voor cello en orkest, Deux Aquarelles voor strijkers en een derde vioolsonate. Delius stierf in 1934 op 72-jarige leeftijd in Grez-sur-Loing (Frankrijk). Vooral Thomas Beecham zette zich zijn gehele dirigentencarrière onvermoeibaar in om werken van Delius uit te voeren.

## Pianoconcert

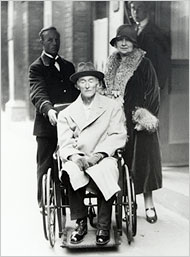
Delius in een rolstoel, met Jelka in 1929

Hoewel Delius niet veel met het instrument piano had (hij schreef het liefst voor orkest en koor en was van huis uit violist) heeft hij toch een pianoconcert geschreven. Een concert met een hele historie. Het kwam gereed in 1898. Delius heeft het echter in deze oerversie nooit uitgevoerd maar wel een paar keer met Busoni op twee piano’s doorgespeeld. Hij was er totaal niet tevreden over.
Er vond een zeer uitgebreide herschrijving plaats, waarbij een driedelig pianoconcert in C mineur ontstond dat voor het eerst werd uitgevoerd in Elberfeld op 24 oktober 1904 door Julius Buths onder leiding van Hans Haym (een geplande uitvoering in Berlijn door Busoni in 1902 ging niet door). Delius 'redenen voor een dergelijke ingrijpende herschikking van de partituur zijn niet bekend. Het eerste gedeelte van de oerversie werd een op zichzelf staand afgerond deel in een min of meer uitgebalanceerde conventionele vorm. Het gedeelte in Des majeur werd het langzame (tweede) deel, terwijl een nieuwe finale werd gecomponeerd met geheel nieuw materiaal. Deze versie van het werk - dat is gereconstrueerd uit de orkestpartijen die in 1904 werden gebruikt (en de delen van de volledige partituur die bewaard zijn gebleven) is voor het eerst op cd vastgelegd door Piers Lane in 2005 voor het label Hyperion.
Maar ook met deze versie uit 1904 was Delius niet blij. Hij raadpleegde zijn vriend Theodor Szántó (een leerling van Busoni) over de solopartij met als gevolg dat de hele pianopartij door Szántó in virtuoze stijl herschreven werd met goedkeuring van Delius, en er ietwat grillige ontwikkelings- en coda secties aan werden toegevoegd.
Hoewel deze (derde) versie, voor het eerst gespeeld in Londen door Szántó in oktober 1907, aansloeg bij het grote publiek en critici, is men er van overtuigd dat het pianoconcert als gevolg van zijn gecompliceerde geschiedenis en het deels herschrijven door een ander behoorlijk beschadigd is en geen goed beeld geeft van Delius’ stijl. De versie uit 1904 echter wel. In 2018 heeft pianist Mark Bebbington de Szántóversie uit 1907, de derde versie dus, vastgelegd op Somm Records samen met de schetsen van het tweede pianoconcert van Delius’ boezemvriend Edvard Grieg.

## Stijl
Delius heeft een zeer persoonlijke stijl. Men kan hem misschien een zekere ritmische laksheid verwijten, maar zijn harmonie is verfijnd en bekoorlijk. Zijn voorkeur is het orkest met zijn grote verscheidenheid aan klankkleuren. Hij had het minst met piano.
Delius wekt vaak stemmingen op in zijn muziek, die de verbeelding van de toehoorder volkomen vrij laten. De impressionistische technieken die hij daartoe gebruikt zijn zeer persoonlijk en heel duidelijk te onderscheiden van Debussy. Delius wordt wel eens beschouwd als de eerste (en misschien wel enige) Engelse impressionist.
Naast het orkest heeft Delius ook het koor op een meesterlijke wijze behandeld, vooral het woordloze (vocaliserende) koor. Bijvoorbeeld in het werk A song of the high hills uit 1912 creëert hij met behulp van een woordloos koor een indrukwekkend en dramatisch beeld van een zomernacht in de Noorse bergen. De structuur is die van de meeste Delius composities: het zich ontwikkelen naar een climax, die dan geleidelijk naar het einde weer afneemt. Het hoogtepunt wordt bereikt wanneer het orkest bij het volle koor aansluit. Delius was niet de eerste die een vocaliserend koor gebruikt in een orkestwerk, Debussy deed dat al in 1899 in het derde deel Sirènes van zijn Nocturnes voor orkest.
Voor de traditionele vormen had Delius niet veel gevoel. En als hij het gebruikt, zoals in het pianoconcert, wordt het weleens een mislukking (zie hierboven). Waarschijnlijk ligt de oorzaak hiervan in het feit dat hij compositorisch gezien volkomen autodidact is, dus nooit geleerd heeft om met de traditionele vormen te ‘spelen’. Zijn muziek heeft dan ook geen strenge bouw of logische constructie. Zijn lyrisme vloeit in een losse, rapsodische vorm (verschillende thema’s na elkaar) zonder scherpe omlijningen.
De muziek is voor Delius niet in de eerste plaats vorm, bouw of idee, maar plastische expressie en ogenblikkelijke verrukking.

## Lijst van composities (selectie)
Theaterwerken
- Zanoni (toneelmuziek), 1888;
- Irmelin (opera), 1890-1892;
- The magic fountain (lyric drama), 1893-1895;
- Koanga (lyric drama), 1895-1897;
- Folkeraadet (toneelmuziek), 1897;
- A Village Romeo and Juliet (lyric drama), 1900-1901;
- Margot la Rouge (lyric drama), 1902;
- Fennimore and Gerda (opera, 11 scènes), 1909-1910;
- Hassan (toneelmuziek), 1920-1923

Orkestwerken
- Florida, suite, 1887, revisie 1889;
- 2 pieces: Schlittenfahrt, March caprice, 1887-1888;
- Hiawatha, tone poem, 1888;
- Suite voor viool en orkest, 1888;
- Idylle de Printemps, 1889;
- Little suite, 1889-90;
- Suite, voor klein orkest, 1890;
- 3 small tone poems: Summer evening, Winter night (uit Schlittenfahrt)‚ Spring morning;
- Summer evening, 1890;
- Paa Vidderne (sur les cimes), symfonisch gedicht naar Henrik Ibsen, 1892;
- Légende, voor viool en orkest, 1895;
- Over the hills and far away, fantasy overture, 1895-1897;
- Appalachia, 1896;
- Piano Concerto, 1897, revisie naar concert in 1 deel, 1906;
- La ronde se déroule, symfonisch gedicht, 1899, revisie 1901 in Life Dance;
- Paris: The song of a great City, 1899;
- Sea Drift, 1903/4
- Brigg Fair: An English rhapsody, 1907;
- In a summer garden, rapsodie, 1908;
- Songs of sunset, 1906-1908;
- Dance rhapsody no. 1, 1908;
- 2 pieces for small orchestra: On hearing the first cuckoo in spring, 1912, Summer night on the river, 1911;
- North country sketches, 1913-1914;
  - Air and Dance, voor strijkers, 1915;
- Dubbelconcert voor viool, cello en orkest, 1915-1916; (voor May Harrison en Beatrice Harrison)
- Vioolconcert 1916;
- Dance rhapsody no. 2, 1916;
- Eventyr (once upon a time), ballade, 1917;
- A Song before Sunrise, voor klein orkest, 1918;
- Cello concerto, 1921;
- A Song of Summer, 1929-1930;
- Caprice and Elegy, voor cello en orkest, 1930;
- Irmelin prelude, 1931;
- Fantastic dance, 1931;
- Irmelin Suite (bewerkt door Thomas Beecham), 1954

Kamermuziek
- String Quartet No. 1, 1888
- Violin Sonata in B major [z.n.], 1892
- String Quartet No. 2, 1893
- Violin Sonata No. 1, 1905-1914
- Cello Sonata, 1916
- String Quartet [z.n.], 1916
- Violin Sonata No. 2, 1923
- Violin Sonata No. 3, 1930

Ander
- To be sung on a summer’s night on the water a capella-liederen (zonder tekst) uit 1917 later door Fenby omgetiteld in Two Aquarelles en dan voor strijkorkest.